# アブダッラー・ハムドゥーク
アブダッラー・ハムドゥーク・キナーニー (アラビア語: عبدالله حمدوك الكناني, ラテン文字転写: ʿAbd Allāh Ḥamdūk al-Kinānī, アブド＝アッラーフ・ハムドゥーク・アル＝キナーニー; 1956年1月1日生) は、スーダンの政治家。2019年に第15代スーダン首相に就任し、2021年8月から10月までの中断をはさんで2022年まで務めた。首相就任以前から国内外で様々な行政の要職を歴任し、2011年11月から2018年10月までは国際連合アフリカ経済委員会 (UNECA)の事務局次長を務めていた。
スーダンで独裁政権を築いていたオマル・アル＝バシールが2019年に失脚したのを受けてスーダンの民主化プロセスが始まると、ハムドゥークは新たな首相候補となった。暫定軍事評議会から主権評議会へと政権が移譲されると、主権評議会は民主移行期間中の首相としてハムドゥークを指名した。彼は2019年8月21日に就任を宣言し、スーダンの国家元首となった。しかし2021年10月のクーデターで、ハムドゥークは軍に拉致され、秘匿された場所に拘禁された。しかし欧州連合やアメリカをはじめとする西側諸国は、ハムドゥーク内閣を「暫定政府の合法的指導者」として承認し続けた。11月21日、クーデターで逮捕されていたすべての政治犯が釈放され、ハムドゥークは軍と協定を結んで首相に復帰した 。しかし軍に対する国内の抗議活動は収まらず、そのただ中の2022年1月2日にハムドゥークは首相を辞職した。
日本語メディアではアブダラ・ハムドクという表記が用いられる場合もある。

## 前半生
アブダッラー・ハムドゥークは、1956年1月1日に南コルドファン州のAl Dibaibatで生まれた。彼はハルツーム大学で理学士号を、マンチェスター大学で経済博士号を取得した。

## 国際的なキャリア
1981年から1987年にかけて、ハムドゥークはスーダンの財務・経済企画省の高級官吏として勤めていた。
1990年代にはデロイト&トウシュの上級職やジンバブエの国際労働機関での職務を経て、コートジボワールのアフリカ開発銀行で働いた。また2003年から2008年にかけて、民主主義・選挙支援国際研究所のアフリカ・中東地域事務局長を務めた。
2001年から2002年にかけてアフリカ経済委員会 (UNECA)の地域統合・貿易局長を、また2011年11月から2018年10月までは国際連合アフリカ経済委員会 (UNECA)の事務局次長を務めた。UNECAのある職員は、ハムドゥークを「真のパン・アフリカ主義者、外交家で、謙虚で、明晰かつ鍛錬された精神を持っている」と評している。
2018年9月にはスーダン大統領オマル・アル＝バシールから財務相に指名されたが、断っている。

## スーダン首相

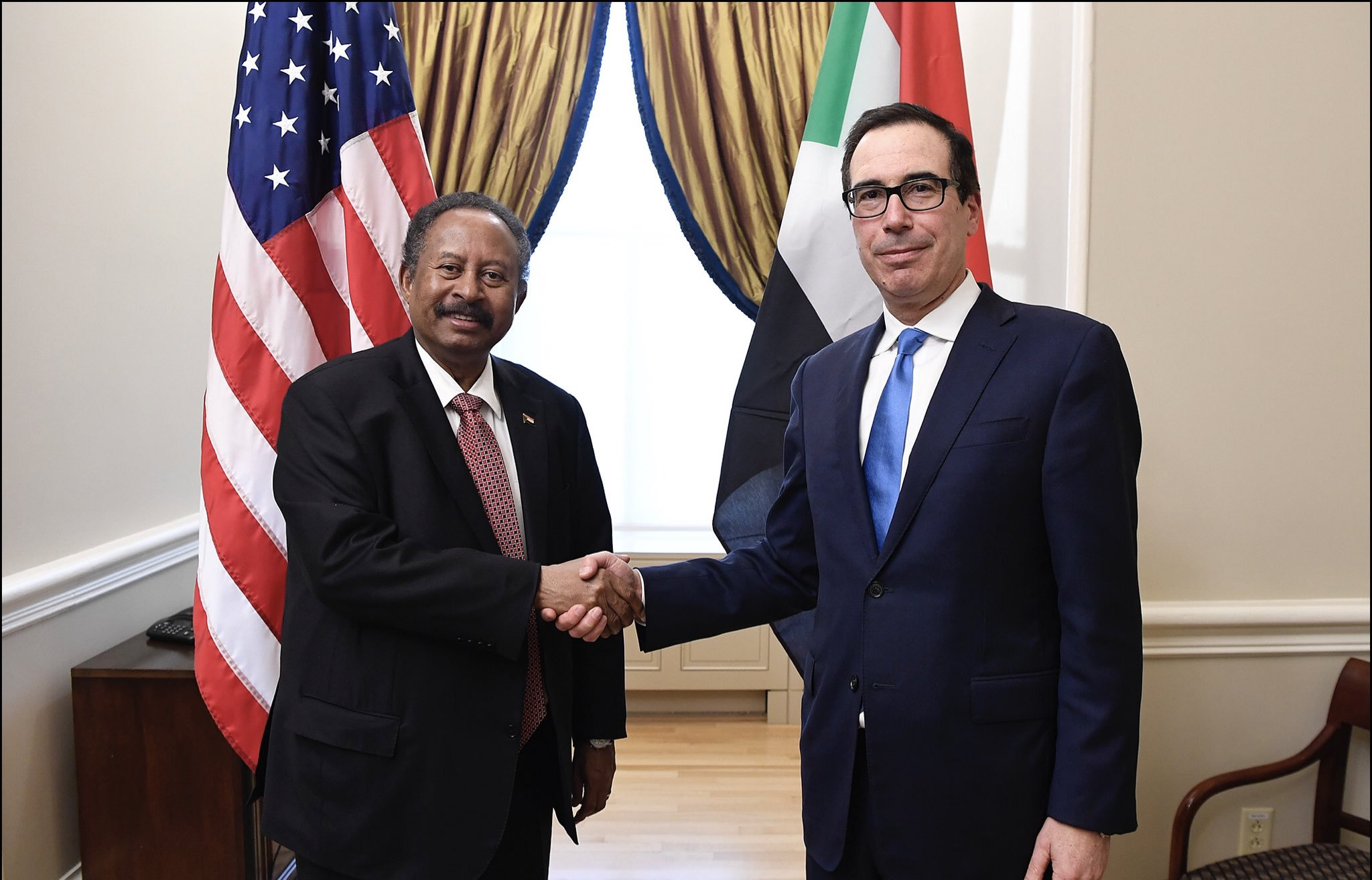
ハムドゥーク（左）とアメリカ合衆国財務長官スティーブン・ムニューシン。2019年、アメリカ合衆国財務省にて。

2019年6月、スーダンの政治連合「自由と変革勢力」（FFC）の報道官が、ハムドゥークを次期スーダン首相に推薦した。8月にはスーダン・デイリー紙が、FFCがスーダンの民主化プロセスにあたってハムドゥークを首相へ擁立するよう暫定軍事評議会（TMC）と交渉したと報じた。なお民主化の段取りは、公式には2019年7月17日にFFCと暫定軍事評議会の間で結ばれた政治協定によって規定され、8月4日に両者の間で憲法宣言の草案が調印されていた。
8月20日、憲法宣言草案に従い、主権評議会がハムドゥークを首相に指名した。翌21日、ハムドゥークは就任宣言を行った。なお憲法宣言草案19条によれば、ハムドゥークは移行期間中に首相を務める代わりに、移行期間後の2022年に予定される総選挙へは（他の移行期間の主な指導者たちと同様）出馬することを禁じられていた。
首相として、ハムドゥークは内閣を組織した。また2019年10月4日、ハムドゥークはスーダンの公立大学の総長28人と副総長35人を解任し、代わりに副総長34人を任命した。そのねらいは、バシール政権下で権力の座についた人々を一掃することにあった。

### 暗殺未遂
2020年3月9日、首都ハルツームで、ハムドゥークの命と彼の車列を狙い、自動車に仕掛けられた爆弾が爆発する事件が起きた。公式には、犯人はまだ判明していない。この爆発で3台の車が損傷を追ったが、死者は出ず、警備員の一人が「軽傷」を負っただけだった。

### 2021年10月のクーデター
2021年10月25日、アブドゥルファッターハ・ブルハーン率いるスーダン軍の部隊がクーデターを起こし、ハムドゥークら政府高官を拘束した。情報省は、ハムドゥークが「変わらず国家における合法な移行政府の権威」であるとし、「首相と拘禁された全官吏の即時解放」を要求した。また情報省は「軍の分子が下した一方的な判断と決定は、すべて憲法上の根拠を欠き、法を侵害しており、犯罪である。」と主張した。国際的にクーデターに対する批判と全政府管理の解放を求める声が高まる中、10月26日、ハムドゥークは妻と共にハルツームのKafouri地区にある自宅へ戻された。10月27日、欧州連合、ノルウェー、ヨルダン、リビア、ソマリア、オランダ、サウジアラビア、イスラエル、南スーダン、ハイチ、ベネズエラ、パラグアイ、スイス、アメリカ、イギリスの代表が、「首相（ハムドゥーク）とその内閣を、移行政府の合憲な指導者として承認し続ける」と宣言した。11月3日、サウジアラビア、アラブ首長国連邦、アメリカ、イギリスが、スーダンに文民政府の回復を要求した。またこれらの諸国は、スーダンにおける緊急事態宣言の解除、捕らわれた政治犯の解放、移行期間から総選挙までの「真の市民と軍の協力」を求めた。なおこの共同声明は、アラブ首長国連邦とサウジアラビアが初めて文民政府の回復と権力の分担を求めた事例となった。
2021年11月21日、ハムドゥークは首相の座に復帰した。これに先立ち、ハムドゥークはスーダン軍のトップでありクーデターの主導者だったブルハーンと、政権を文民の元へ戻す政治協定を結んでいた。この協定には、クーデター中の政治犯全員を釈放することや、2019年の憲法宣言を民主化の基礎とすることなど14項目の合意が含まれていた。しかし、軍と権力を分有していたFFCやスーダン専門家協会（SPA）は、このクーデター軍との間で結ばれた政治協定を拒絶した。また街路を占拠して抗議活動を展開していた大群衆も、軍がかかわっているようないかなる妥協も認めない姿勢をとった。報道官によれば、この協定はハムドゥークが自発的に結んだものではなく、彼の「頭に銃を突き付けられた状態で（軍から）投げつけられた」ものだった。当初は、ハムドゥークと内閣がどれだけ実権を回復できるのかすら不透明だった。しかし12月半ばにもなると、ハムドゥークはブルハーンらがクーデター中に任命していた知事たちを一掃できるほどには政権運営の自信を回復していた。またハムドゥークは、軍が任命した大臣（中にはバシール政権と深い繋がりがあった者もいた）も何名か追い出すことができた。

### 首相辞任
2022年1月2日、ハムドゥークはテレビ演説で首相辞任を表明した。彼はこの演説で、国家が危険な転機を迎えており、スーダンの民主化のための新たな合意を結ぶために円卓会議を開く必要があると述べた。ハムドゥークが辞任した原因は、先の合意で軍が「非介入」の立場に立つと定められていながら、軍がそれに背いたためであったといわれている。

## 政策観

### 農業
ハムドゥークは、アフリカの農業を自給農業から「より動的で、商業に適応した」農業に転換していく運動を推進した。彼は2014年の時点で、30億人のアフリカの人々が飢餓に苦しんでいるが、アフリカは食料面で自給自立できるだけの力を持たねばならないと主張している。また彼は、産業革命前と比較して地球の平均気温が2度上昇する（地球温暖化）と分析したIPCC第5次評価報告書に触れて、降雨量が減るなどの影響が出ればアフリカでの極貧人口削減の妨げになると指摘している。飢餓を撲滅するべく、ハムドゥークはインフラ整備（トランスフォーミングや余剰作物の貯蔵・市場放出など） 、「気象情報」の活用、水資源管理の改善、国家産業や科学技術研究機関と農業との統合の進展などを提案した。スーダン首相在任中には、2019年から2021年にかけてスーダンを襲った大蝗害への対処にもあたった。

### 女性の権利
2019年8月後半の組閣時、ハムドゥークは「自由と変革勢力」（FFC）が推薦するリストの中から閣僚を選ぶことになった（主権評議会の軍人委員が選ぶ内務大臣・防衛大臣を除く）。しかしハムドゥークは、リストの中にあまりにも女性が少ないことなどを理由として、閣僚選定を遅らせた。彼は「公正な女性の代表を立てることを考慮」したいと主張していた。その結果、最終的にハムドゥーク内閣には、アスマ・モハメド・アブダッラー（外務大臣）、リナ・アッ＝シェイフ（社会開発・労働大臣）、Wala'a Essam al-Boushi（青年・スポーツ大臣）、Intisar el-Zein Soughayroun（高等教育大臣）という4人の女性が入閣することになった。
2019年11月、スーダン政府は女性の服装、行動、結社、労働、教育の自由を制限していた法制度をすべて撤廃した。ハムドゥークはソーシャルメディア上で女性を称揚するとともに、撤廃した法は「市民の権利に対する搾取、侮辱、侵害、攻撃」であったと述べた。2020年には、女性器切除を禁止する法律を制定した。

## 私生活
ハムドゥークは1993年に経済学者仲間のムナ・アブダッラーとマンチェスターで結婚した。二人の間には成人した息子が二人いる。一人は2019年現在エクセター大学に在学しており、もう一人は2010年代後半にアメリカの大学を卒業している。